# 敬川駅
敬川駅（うやがわえき）は、島根県江津市敬川町にある、西日本旅客鉄道（JR西日本）山陰本線の駅である。事務管コードは▲640760。

## 歴史
- 1959年（昭和34年）4月1日：国鉄山陰本線の都野津駅 - 波子駅間に新設[1]。旅客営業のみ[1]。
- 1987年（昭和62年）4月1日：国鉄分割民営化に伴い、西日本旅客鉄道（JR西日本）の駅となる[1]。

## 駅構造
益田方面に向かって左側に単式ホーム1面1線を有する地上駅（停留所）。
浜田鉄道部管理の無人駅。駅舎は無く、直接ホームに入る形となっている。待合室状の簡易的な雨避けはあるが、自動券売機や乗車駅証明書発行機は設置されていない。

## 利用状況
2022年度の1日平均乗車人員は22人である。2004年度は36人、1994年度は76人、1984年度は26人であった。
近年の1日平均乗車人員の推移は以下の通り。
| 乗車人員推移 | 乗車人員推移 |
| 年度         | 1日平均人数  |
| ------------ | ------------ |
| 1999         | 57           |
| 2000         | 49           |
| 2001         | 38           |
| 2002         | 38           |
| 2003         | 45           |
| 2004         | 36           |
| 2005         | 30           |
| 2006         | 27           |
| 2007         | 29           |
| 2008         | 30           |
| 2009         | 29           |
| 2010         | 28           |
| 2011         | 27           |
| 2012         | 25           |
| 2013         | 28           |
| 2014         | 29           |
| 2015         | 32           |
| 2016         | 28           |
| 2017         | 22           |
| 2018         | 27           |
| 2019         | 24           |
| 2020         | 23           |
| 2021         | 19           |
| 2022         | 22           |

## 駅周辺
- 敬川簡易郵便局
- 敬川八幡宮
- 敬川饅頭中田屋
- 山陰自動車道江津西IC
- 国道9号
- 島根県道299号下府江津線
- 敬川

## 隣の駅
西日本旅客鉄道（JR西日本）
 山陰本線
都野津駅 - 敬川駅 - 波子駅

#### 統計資料
1. ↑  “島根県統計書”. しまね統計情報データベース.   島根県政策企画局. 2025年2月4日閲覧。